# إسحاق كاربونيل
إسحاق كاربونيل (بالإسبانية: Isaac Carbonell) هو دراج إسباني، ولد في 6 أغسطس 1994 في سيدجيس في إسبانيا.

## وصلات خارجية
- إسحاق كاربونيل على موقع أرشيف الدراجات (الإنجليزية)
- إسحاق كاربونيل على موقع إحصائيات الدراجات الإحترافية (الإنجليزية)